# Isole dell'Italia
La seguente lista di isole dell'Italia elenca le isole giuridicamente appartenenti alla Repubblica Italiana, raggruppate geograficamente e per tipologia (isole marittime, lagunari, lacustri e fluviali); la loro superficie complessiva supera i 50.000 km².
Il patrimonio insulare italiano consta di oltre 800 isole, di cui solo un'ottantina sono abitate, comprese le due più grandi isole del mar Mediterraneo, la Sicilia e la Sardegna, le cui regioni costituiscono la macroarea dell'Italia insulare.

## Isole marittime

### Sicilia

L'arcipelago siciliano

#### Isole del mar Tirreno

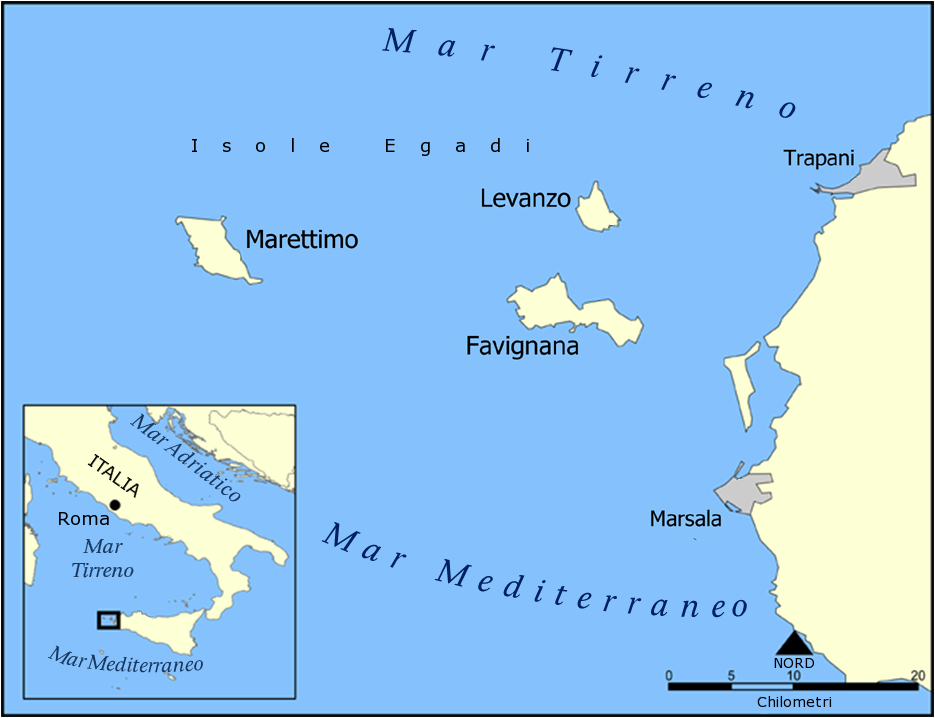
Le isole Egadi

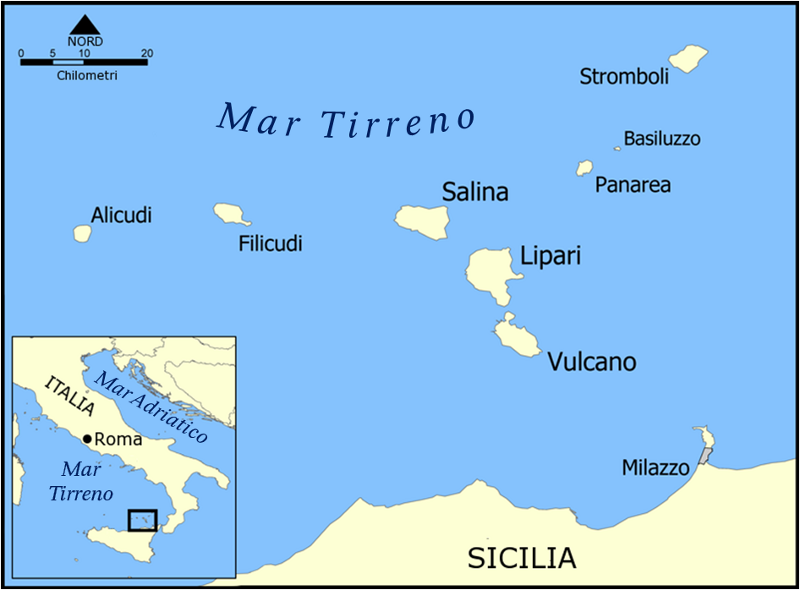
Le isole Eolie

L'arcipelago sardo

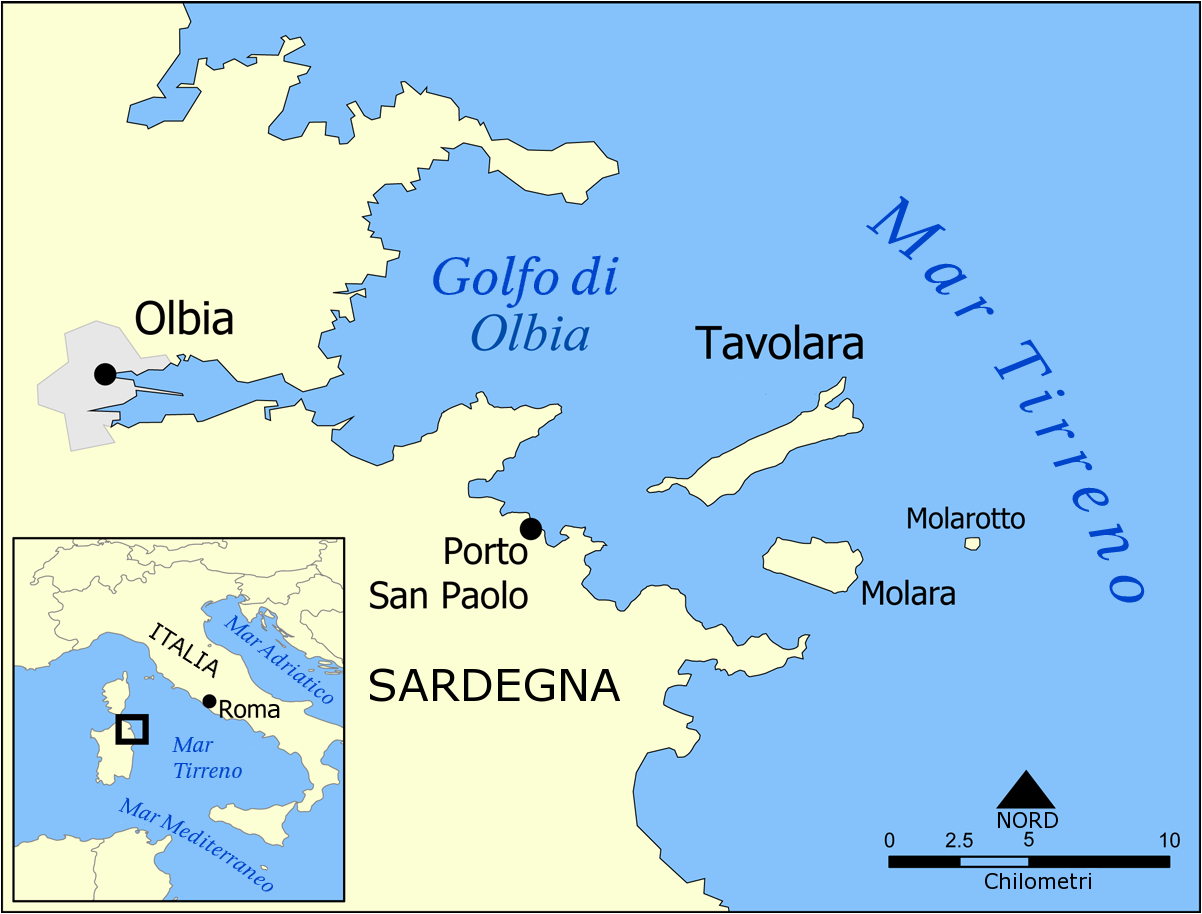
L'arcipelago di Tavolara

- Isole dello Stagnone
  - Isola Grande
  - Isola di San Pantaleo (Mozia)
  - Isola La Schola
  - Isola Santa Maria
- Isole Egadi
  - Isola di Favignana
  - Isola Galeotta
  - Isola di Levanzo
  - Isola di Marettimo
  - Isola Maraone
  - Isola Formica
- Isola della Colombaia
- Isola delle Femmine
- Isola di Ustica
- Isole Eolie o Isole Lipari
  - Isola Alicudi
    - Scoglio Galera
    - Scoglio Palomba

  - Isola Filicudi
    - La Canna
    - Scoglietto
    - Scoglio Cacato
    - Scoglio Cuddura
    - Scoglio della Fortuna
    - Scoglio di Montenassari
    - Scoglio Giafante
    - Scoglio la Mitra
    - Isola di Cirella
    - Scoglio Notaro

  - Isola di Salina
    - Scoglio l'Ariana
    - Scoglio Cacato
    - Scoglio Faraglione
    - Torricella

  - Isola di Lipari
  - Isola di Vulcano
  - Isola di Stromboli
    - Strombolicchio

  - Isola di Panarea
    - Bottaro
    - Dattilo
    - Isola di Basiluzzo
      - Scoglio Spinazzola

    - Le Guglie
    - Le Formiche
    - Lisca Bianca
    - Lisca Nera
    - Panarelli
    - Scoglio Bastimento
    - Scoglio del Sorcio
    - Scoglio la Loca
    - Scoglio la Nave

#### Isole del mar Ionio
- Isola Bella
- Isole Ciclopi
  - Isola Lachea
  - Faraglione Grande o di Santa Maria
  - Faraglione di Mezzo
  - Faraglione degli Uccelli
- Isola di Augusta
- Isola di Ortigia (centro storico di Siracusa)
- Isola di Ognina
- Isola Vendicari
- Isola di Capo Passero

#### Isole del canale di Sicilia

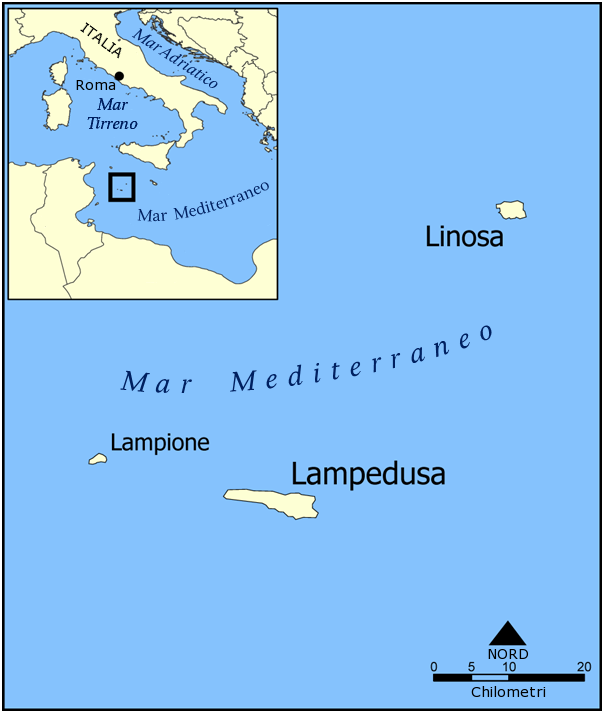
Le isole Pelagie

- Isola delle Correnti
- Scoglio Iannuzzo
- Isola dei Porri
- Isole Pelagie
  - Isola di Lampedusa
    - Faraglione
    - Isola dei Conigli
    - Scoglio del Sacramento
    - Scoglio Pignolta

  - Isola di Linosa
    - Faraglioni di Linosa
    - Scogli dei Bovi Marini

  - Isola Lampione
- Rocca San Nicola
- Isola di Pantelleria

### Sardegna

#### Isole del mar Tirreno
- Arcipelago di Tavolara
  - Isola Molara
  - Isola di Molarotto
  - Isola Ruja
  - Isola di Proratora
  - Isolotto Rosso
  - Isola dell'Ogliastra
    - Isola di Quirra

  - Isola Piana
  - Tavolara
  - Isola dei Porri
  - Isola dei Cavalli
- Isolotto di Ottiolu
- Isola di Barca Sconcia
- Isole di Portolucas
- Isola di Patron Fiaso
- Isola di Figarolo
- Isola di Soffi
- Mortorio
- Arcipelago di La Maddalena
  - La Maddalena
  - Caprera
  - Isola Piana
  - Isola Santo Stefano
  - Isola Spargi
  - Isola di Spargiotto
  - Isola Budelli
  - Isola di Razzoli
  - Isola Santa Maria
- Isola dei Cavoli
- Isola Serpentara

#### Isole del mar di Sardegna
- Isola Rossa
- Isola Asinara
- Isola Piana
- Isola dei Porri
- Isola Piana
- Isola di Foradada
- Mal di Ventre
- Isolotto di Caogheddas
- Scogli di Corona Niedda
- Scoglio del Catalano
- Isola del Corno
- Isola Cruccianas
- Isola di Molino
- Isola Geniò
- Il Vitello
- Isola dei Ratti
- Isola di Cala Vinagra
- Isola Manna
- Scoglio Pan di Zucchero
- Isola Piana
- Isola Porcu e Scriba
- Isola di San Pietro
- Isola di Sant'Antioco
- Scogli delle Spine
- Scogli l'Agusteri
- Scoglio della Catena
- Scoglio il Morto
- Scoglio Is Canneddas
- Scoglio Mangiabarche di fuori
- Scoglio Mangiabarche di terra
- Isola de sa Scruidda
- Isola di Stea
- Su Scoglitteddu
- Isola del Toro
- Isola la Vacca
- Isola Rossa
- Isola Tuerredda
- Isola Su Giudeu
- Isola San Macario
- Isola di Campionna
- Isola del Coltellazzo

### Penisola italiana

#### Isole nel mar Ligure
- Arcipelago Spezzino
  - Palmaria
  - Isola del Tino
  - Tinetto
  - Torre Scola
- Isola Gallinara
- Isola di Bergeggi

#### Isole del mar Tirreno
- Arcipelago Toscano
  - Isola di Gorgona
  - Isola di Capraia
  - Isola d'Elba
  - Isola di Pianosa
  - Isola di Montecristo
  - Isola del Giglio
  - Isola della Cappa
  - Isola di Giannutri
  - Formiche di Grosseto
  - Scoglio d'Africa
  - Isola di Palmaiola
  - Isola di Cerboli
  - Isola dei Topi
  - Isole Gemini
  - Isolotto dello Sparviero
  - Isola Argentarola
  - Isola Rossa (Monte Argentario)
  - Isolotto
  - Formica di Burano
  - Secche della Meloria
  - Secche di Vada
  - Scoglietto (Portoferraio)

- Isole Ponziane o Isole Pontine
  - Isola di Ponza
  - Isola di Ventotene
  - Isola di Santo Stefano
  - Palmarola
  - Isola Zannone
  - Isola di Gavi
  - Scoglio della Botte

- Arcipelago Campano
  - Isole Flegree
    - Isola d'Ischia
    - Isola di Nisida
    - Isolotto di San Martino
    - Isola Pennata
    - Procida
    - Isola di Vivara

  - Isola di Capri
  - Isola la Gaiola
  - Isolotto di Megaride
  - Scoglio di Rovigliano
  - Faraglioni di Capri
  - Li Galli
  - Scoglio Vetara (o Vivaro)

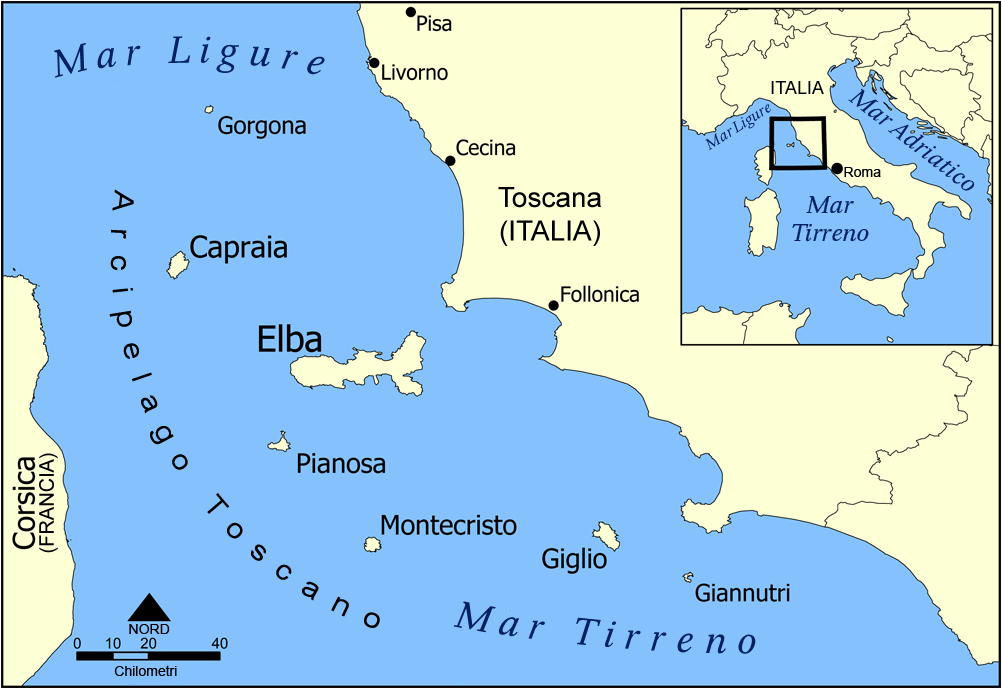
L'arcipelago toscano

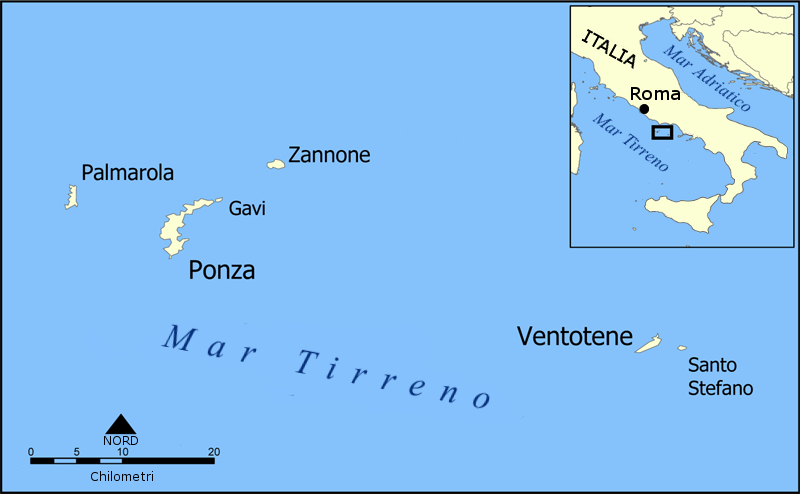
Le isole Pontine

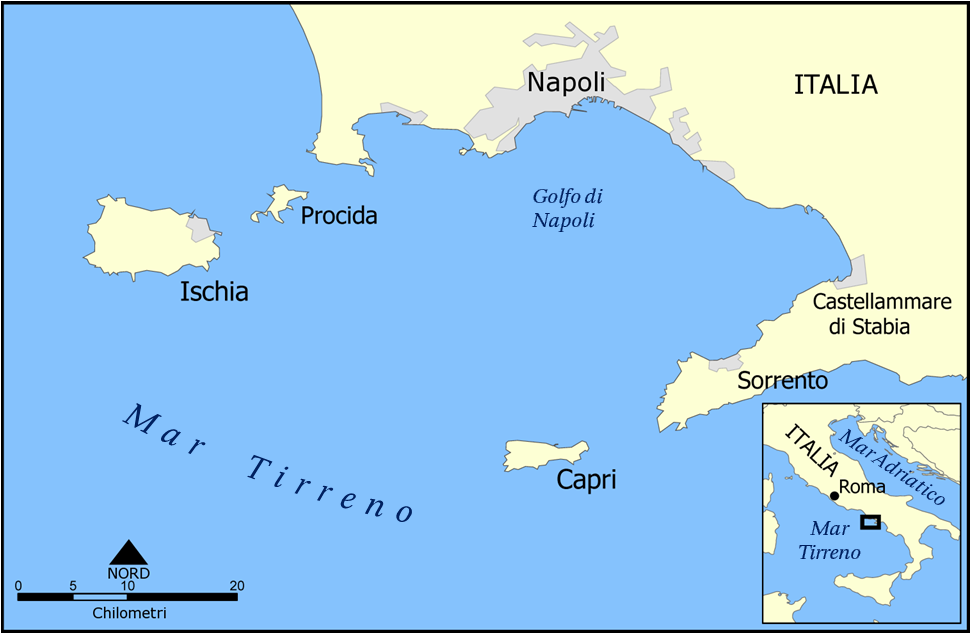
L'Arcipelago Campano

  - Faraglioni "I Due Fratelli" (Vietri sul Mare)
- Licosa
- Isola di Marina di Camerota
- Scoglio dello Scialandro
- Isola Santo Ianni
- Dino
- Cirella
- Isolotto di San Nicola Arcella o Scoglio dello Scorzone
- Lo Scoglio
- Scoglio della Regina
- Scogli Isca
- Scogli Oremus
- Scogli Coreca
- Scoglio la Monaca
- Scoglio la Vrace
- Scoglio Palombaro
- Scoglio del Godano
- Scoglio Safò
- Scogli di Riaci
- Scogli della Galea
- Scogli della Ringa
- Scogli delle Formiche
- Pietra Galera
- Scoglio dell'Ulivo
- Scoglio Trachini

#### Isole nel Mar Ionio
- Scoglio la Pietra Grande
- Isolotto di Le Castella
- Scoglio dell'Incudine
- Scoglio della Tina
- Scogli della Galera
- Scoglio la Russa
- Scoglio la Grilla
- Scoglio del Cervaro
- Isole Cheradi
  - Isola di San Paolo
  - Isola di San Pietro
- Isolotti di Porto Cesareo[4]
  - Isola della Malva[5]
    - Scoglio di Porto Cesareo[5]

  - Isola della Chianca
  - Isola Grande (o dei Conigli)
  - Scoglio Mogliuso (o Mujusu)
  - Isola della Scogliera (o Lo Scoglio)
  - Isola di Mezzo
  - Isola del Caparrone (o della Testa o del Capparone)
- Isola di Gallipoli (centro storico)
  - Isola del Campo
  - Scoglio dei Piccioni
  - Isola di Sant'Andrea
- Isolotto di Pazze (Torre San Giovanni)
- Isola della Fanciulla

#### Isole nel mar Adriatico
- Isola di Porto Levante
- Isole Tremiti o Isole Diomedee
  - Isola di Pianosa
  - Isola di Capraia
  - Isola di San Nicola
  - Isola di San Domino
  - Cretaccio
- Isola di Albarella

## Isole lagunari

### Mar Adriatico
- Laguna di Venezia
  - Buel del Lovo
  - Burano
  - Campalto
  - Carbonera
  - Campana o Podo
  - Casse di colmata
  - Chioggia
  - Crevan
  - Ex Poveglia
  - Fisolo
  - Giudecca
  - Isola dei Laghi
  - Isola della Certosa
  - La Cura
  - La Salina
  - Lazzaretto Nuovo
  - Lazzaretto Vecchio
  - Lido di Venezia
  - Madonna del Monte
  - Mazzorbetto
  - Mazzorbo
  - Monte dell'Oro
  - Motta dei Cunicci
  - Motta di San Lorenzo
  - Motte di Volpego
  - Murano
  - Ottagono San Pietro
  - Ottagono Abbandonato
  - Ottagono Alberoni
  - Ottagono Ca' Roman
  - Ottagono Poveglia
  - Pellestrina
  - Poveglia
  - Sacca Fisola
  - Sacca Sessola
  - San Clemente
  - San Francesco del Deserto
  - San Giacomo in Paludo
  - San Giorgio in Alga
  - San Giorgio Maggiore
  - San Giuliano
  - San Lazzaro degli Armeni
  - San Michele
  - San Secondo
  - San Servolo
  - Santa Cristina
  - Santa Maria della Grazia
  - Isola di Sant'Andrea
  - Sant'Angelo della Polvere
  - Sant'Ariano
  - Sant'Erasmo
  - Santo Spirito
  - Sottomarina
  - Spignon
  - Tessera
  - Torcello
  - Trezze
  - Tronchetto
  - Venezia
  - Vignole
- Laguna di Grado
  - San Pietro d'Orio
  - Barbana
  - Schiusa
- Laguna di Marano
  - Sant'Andrea
  - Isola di Martignano

## Isole lacustri

### Piemonte
- Isola di San Giulio
- Isole Borromee
  - Isola dei Pescatori
  - Isola Bella
  - Isolino di San Giovanni
  - Isola Madre
- Scoglio Le Prigioni[6]
- Scoglio della Malghera
- Isolotto del Castello[6]
- Scoglio Melgonaro[6]

### Lombardia
- Isola Comacina
- Isolino Virginia
- Monte Isola[7]
- Isola di Loreto
- Isola di San Paolo
- Isola di Garda
- Scoglio dell'Altare
- Isola San Biagio
- Isolino Partegora
- Isola dei Cipressi
- Sasso Galletto

### Veneto
- Isola del Sogno
- Isola dell'Olivo
- Isola Trimelone

### Umbria
- Isola Maggiore
- Isola Minore
- Isola Polvese

### Lazio
- Isola Bisentina
- Isola Martana

### Sardegna
- Isola Monte Paza
- Isola del Lago Alto

### Puglia
- Isola di San Clemente

### Calabria
- Isola del Lago Arvo

## Isole fluviali

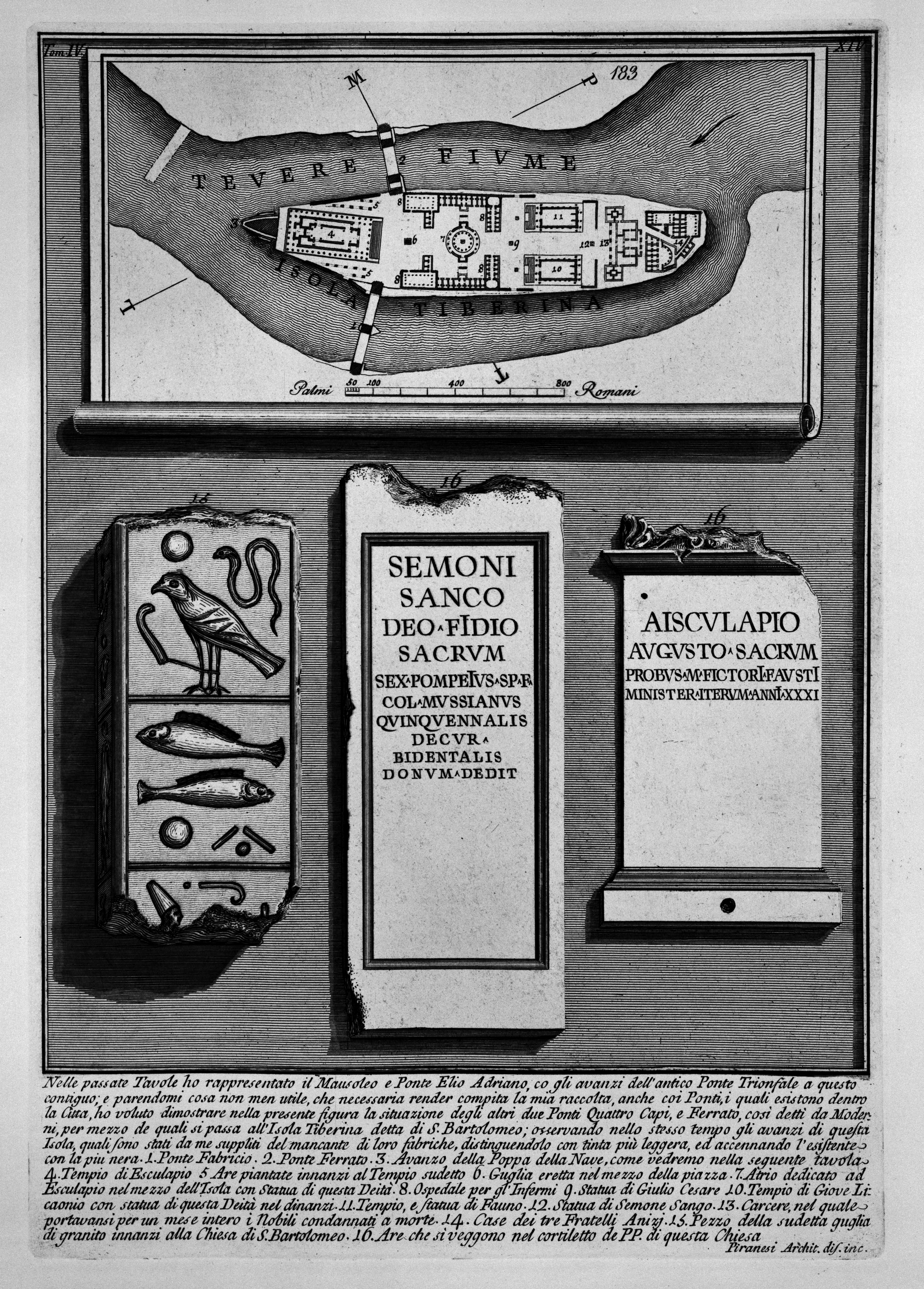
Rappresentazione dell'isola Tiberina realizzata da Giovanni Battista Piranesi

- Po
  - Isola Serafini
  - Isolone di Bertolla
- Piave
  - Grave di Papadopoli
- Tevere
  - Isola Tiberina
  - Isola Sacra
- Liri
  - Isola del Liri
- Adda
  - Isola Viscontea

## Isole scomparse
- Laguna veneta
  - Ammiana
  - Costanziaco
  - San Marco in Boccalama
  - Vigilia
- Isole Cheradi
  - San Nicolicchio

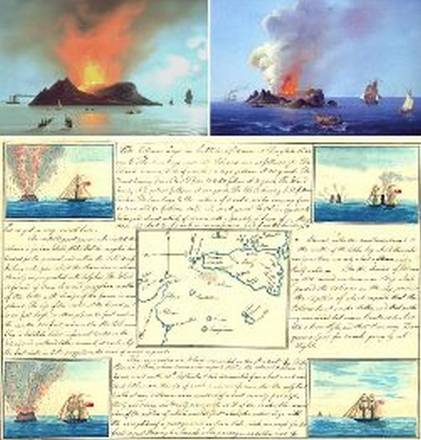
Pagina della pubblicazione del geologo francese Constant Prévost, che riporta l'eruzione di Isola Ferdinandea del 1831

- Isola Ferdinandea (creatasi nel 1831 in seguito a eruzione vulcanica, scomparsa dopo pochi mesi)
- Faraglione Il Pastore (distrutto a cannonate, vedi Isola la Vacca)

## Le isole italiane più estese
- Isola di Sicilia (25 460 km²)
- Isola di Sardegna (23 813 km²)
- Isola d'Elba (223 km²)
- Isola di Sant'Antioco (108,9 km²)
- Isola di Pantelleria (83 km²)

## Isole non più appartenenti all'Italia

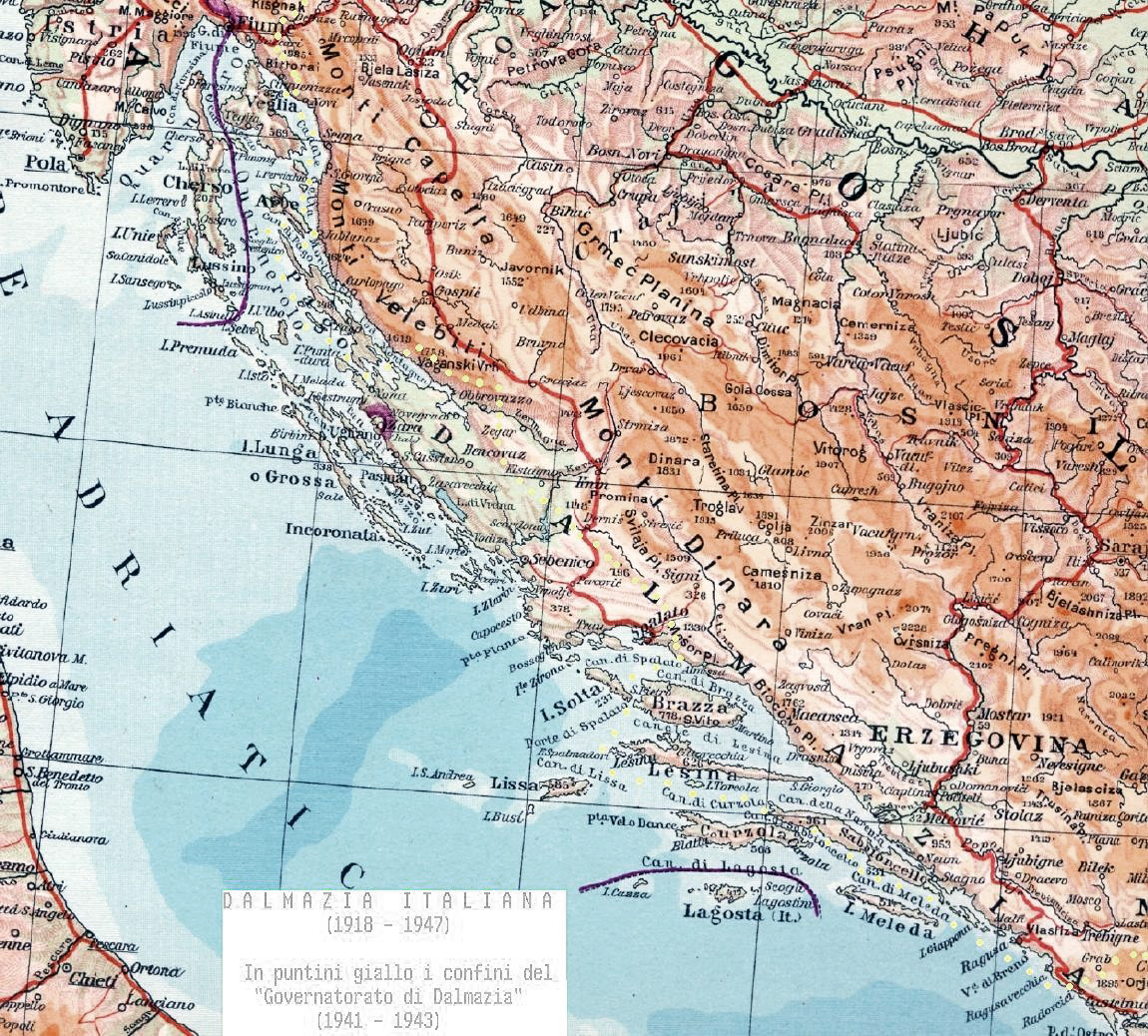
Isole della Dalmazia italiana nel Governatorato di Dalmazia

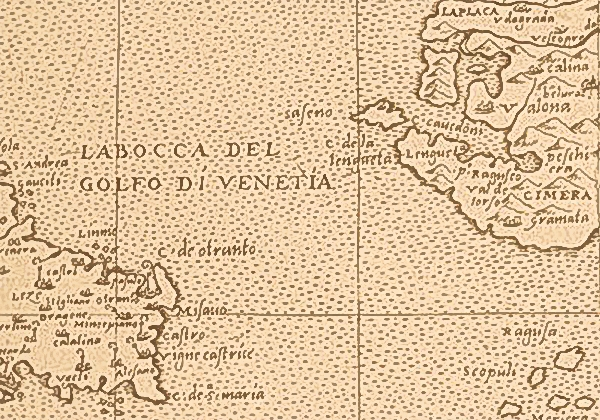
Carta d'epoca raffigurante il Canale d'Otranto e, a destra, l'isola di Saseno

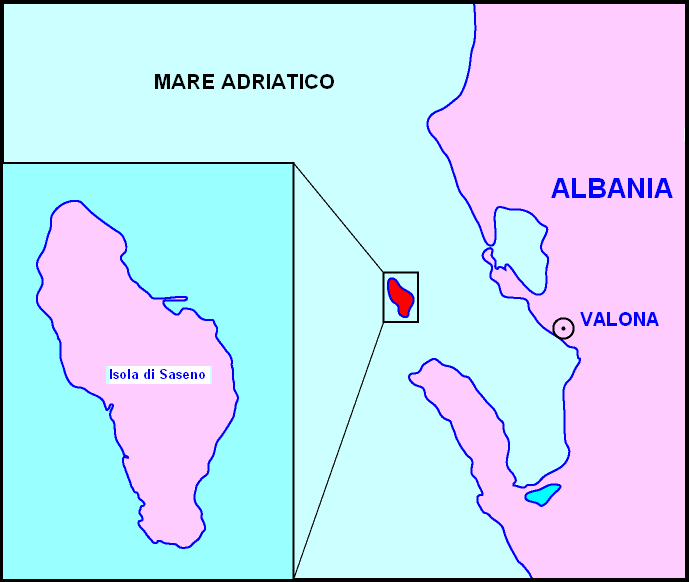
Mappa di Saseno

- Dal 1912 al 1947 sono appartenute all'Italia le isole del Dodecaneso italiano.
- Dal 1920 al 1947 sono appartenute all'Italia anche le isole di Cherso (404 km²), Lussino (75 km²), Lagosta (53 km²) e Unie (17 km²) (più altre minori), ora tutte facenti parte della Croazia.
- Durante la prima guerra mondiale l'isola di Saseno (5,6 km²) fu occupata dall'Italia per la sua posizione strategica all'imbocco dell'Adriatico e poi dal 1920 al 1947 essa fu formalmente ceduta dall'Albania all'Italia.
- Durante la seconda guerra mondiale le isole dalmate (all'infuori di Pago, Brazza e Lesina) fecero parte del Governatorato di Dalmazia (1941-1943). Inoltre negli stessi anni fu unita amministrativamente al Regno d'Italia l'isola greca di Corfù.
- L'arcipelago adriatico di Pelagosa, situato al largo del Gargano (di cui costituisce una continuazione geologica) e formato dalle due isole Pelagosa Grande e Pelagosa Piccola, è appartenuto prima alla Repubblica di Venezia e poi al Regno delle Due Sicilie (sotto il quale fu inserito amministrativamente nella provincia pugliese della Capitanata), per confluire in seguito nel neonato Regno d'Italia dove si ebbe un popolamento con alcuni pescatori che fu temporaneo e quindi l'occupazione da parte dell'Impero austro-ungarico. Tornato all'Italia nel 1920, ne fece parte fino alla seconda guerra mondiale. Nel 1947 passò alla Jugoslavia e fa oggi parte della repubblica di Croazia.
- La Corsica (8680 km²) che nel 1768 venne ceduta alla Francia dalla Repubblica di Genova, non è mai appartenuta formalmente allo Stato italiano unitario (salvo una breve occupazione durante la seconda guerra mondiale), ma ha forti legami con l'Italia dal punto di vista culturale, linguistico-storico e geografico.
- Le isole della Colonia eritrea nel Mar Rossoː
  - Isole della baia di Assab, dal 1882 al 1941.
  - Le isole di Massaua e Taulud, dal 1885 al 1941.
  - Arcipelago delle isole Dahlak, dal 1890 al 1941.
  - Isole Hanish, occupate dal 1929 al 1941.

## Geografia politica

### Comuni completamente insulari
Comuni formati interamente da una o più isole (senza confini terrestri con altri comuni):
| Comune             | Provincia                 | Regione   |
| ------------------ | ------------------------- | --------- |
| Capraia Isola      | Livorno                   | Toscana   |
| Carloforte         | Sulcis Iglesiente         | Sardegna  |
| Favignana          | Trapani                   | Sicilia   |
| Isola del Giglio   | Grosseto                  | Toscana   |
| Isole Tremiti      | Foggia                    | Puglia    |
| La Maddalena       | Gallura Nord-Est Sardegna | Sardegna  |
| Lampedusa e Linosa | Agrigento                 | Sicilia   |
| Lipari             | Messina                   | Sicilia   |
| Monte Isola        | Brescia                   | Lombardia |
| Pantelleria        | Trapani                   | Sicilia   |
| Ponza              | Latina                    | Lazio     |
| Procida            | Napoli                    | Campania  |
| Ustica             | Palermo                   | Sicilia   |
| Ventotene          | Latina                    | Lazio     |

Comuni posti interamente su isole (con confini terrestri con altri comuni)
- 383 comuni in Sicilia
- 374 comuni in Sardegna[9]
- 7 comuni posti sull'Isola d'Elba

| Comune          | Provincia | Regione |
| --------------- | --------- | ------- |
| Campo nell'Elba | Livorno   | Toscana |
| Capoliveri      | Livorno   | Toscana |
| Marciana        | Livorno   | Toscana |
| Marciana Marina | Livorno   | Toscana |
| Porto Azzurro   | Livorno   | Toscana |
| Portoferraio    | Livorno   | Toscana |
| Rio             | Livorno   | Toscana |

- 6 comuni posti sull'isola d'Ischia

| Comune             | Provincia | Regione  |
| ------------------ | --------- | -------- |
| Barano d'Ischia    | Napoli    | Campania |
| Casamicciola Terme | Napoli    | Campania |
| Forio              | Napoli    | Campania |
| Ischia             | Napoli    | Campania |
| Lacco Ameno        | Napoli    | Campania |
| Serrara Fontana    | Napoli    | Campania |

- 3 comuni posti sull'isola di Salina

| Comune              | Provincia | Regione |
| ------------------- | --------- | ------- |
| Leni                | Messina   | Sicilia |
| Malfa               | Messina   | Sicilia |
| Santa Marina Salina | Messina   | Sicilia |

- 2 comuni posti sull'isola di Capri

| Comune   | Provincia | Regione  |
| -------- | --------- | -------- |
| Anacapri | Napoli    | Campania |
| Capri    | Napoli    | Campania |

- 2 comuni posti sull'isola di Sant'Antioco

| Comune       | Provincia         | Regione  |
| ------------ | ----------------- | -------- |
| Sant'Antioco | Sulcis Iglesiente | Sardegna |
| Calasetta    | Sulcis Iglesiente | Sardegna |